# 羽衣歌子
羽衣 歌子（はごろも うたこ、1902年（明治35年）4月5日 - 1979年（昭和54年）9月7日）は、青森県出身の歌手。本名：加藤絢子。民謡歌手の三島一声は元夫。

## 経歴
東洋音楽学校（現・東京音楽大学）を卒業後、1930年（昭和5年）にデビュー。1931年（昭和6年）に、広津和郎の小説を原作とした映画「女給」の主題歌「女給の唄」がヒット。日本ビクター蓄音機社の社歌や、「満州行進曲」などを吹き込む。その後「東京音頭」で知られる、民謡歌手の三島一声と結婚するが、離婚。
戦後は引退していたが、音楽塾を経営し、歌の指導を行っていた。
昭和40年代の懐メロブームで復帰。1966年（昭和41年）に、田谷力三や榎本健一と共に出演した、第202回三越名人会「浅草オペラ」の歌唱が認められ、文部省芸術祭大衆芸能部門奨励賞を受賞し、再び表舞台へと返り咲いた。
その後も東京12チャンネル（現・テレビ東京）の「なつかしの歌声」や、NHK「思い出のメロディー」などに出演し、衰えを知らぬ歌声を披露した。
1975年（昭和50年）のNHK「第7回思い出のメロディー」に出演し、「女給の唄」を歌ったのを最後に、再び表舞台から姿を消した。晩年は認知症を発症していたと言われている。1979年（昭和54年）9月7日死去。享年77。

## 代表曲
- 「女給の唄」（作詞：西條八十、作曲：塩尻精八 / 1932年、ビクターレコード）